# Douglas A. Blackmon

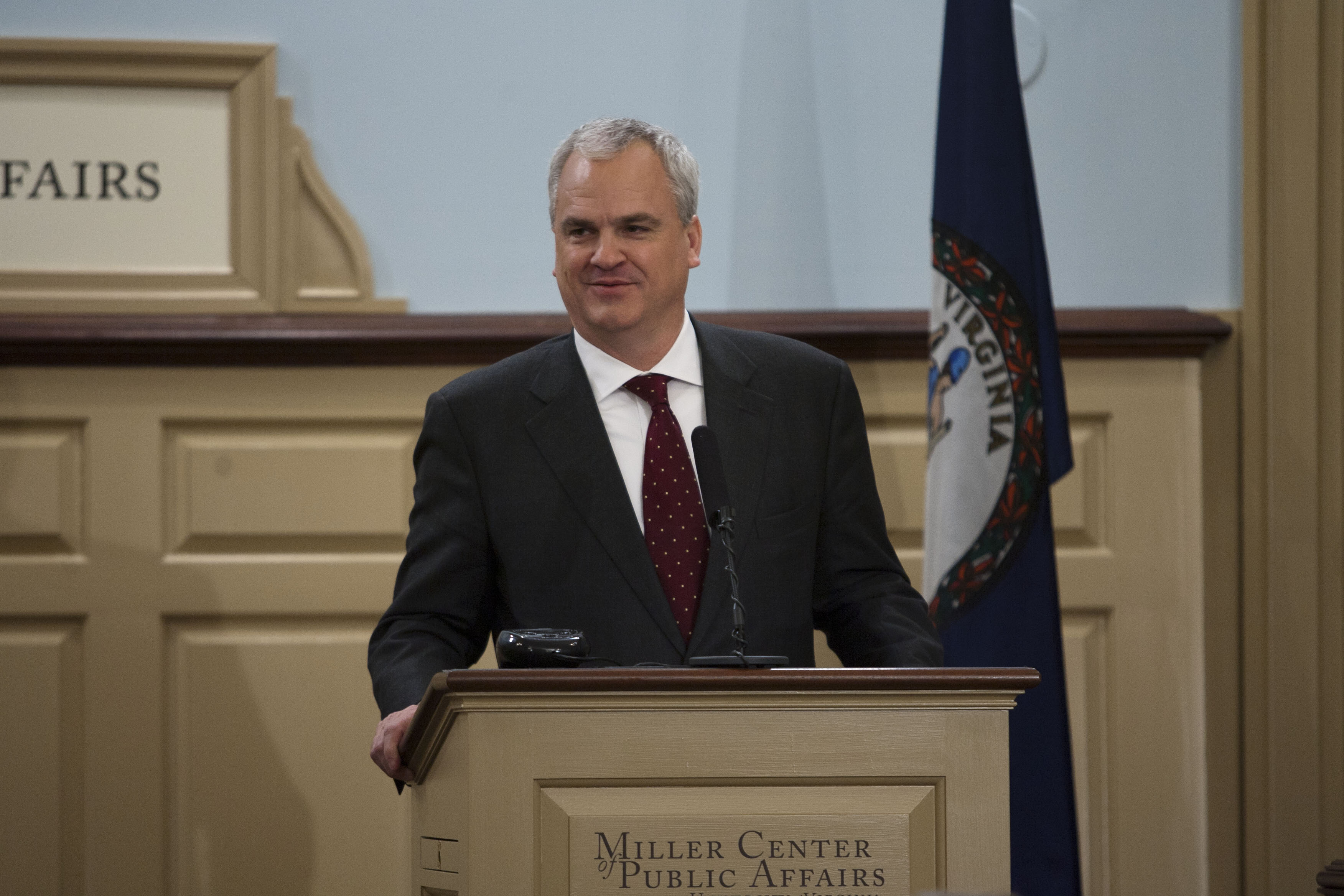
Douglas A. Blackmon

Douglas A. Blackmon (* 6. September 1964 in Stuttgart, Arkansas) ist ein US-amerikanischer Schriftsteller und Journalist, dessen Sachbuch  Slavery by Another Name: The Re-Enslavement of Black Americans from the Civil War to World War II im Jahr 2009 mit dem Pulitzer-Preis ausgezeichnet wurde.

## Jugend und Ausbildung
Blackmon wurde in Arkansas geboren und wuchs in Leland in der Lower Mississippi Delta Region auf. Die Bevölkerung der nur etwa 10.000 Einwohner zählenden Stadt bestand je zur Hälfte aus Weißen und Farbigen, während im Landkreis die überwiegende Zahl der Bewohner zu den Farbigen zählte. Als Siebtklässler recherchierte er, ermutigt von seiner Lehrerin und seiner Mutter, einen lokalen Vorfall von Rassismus für einen Geschichtsaufsatz. Trotz negativer Reaktionen einiger Erwachsener auf seine Recherche-Arbeiten begründete dies gemäß eigener Angaben ein anhaltendes Interesse am Verhältnis zwischen Weißen und Farbigen in der US-amerikanischen Geschichte. Nach dem Highschool-Abschluss ging er an das Hendrix College.

## Berufliche Laufbahn
Blackmon arbeitete zunächst als Reporter für den Arkansas Democrat und danach als Redakteur für den Daily Record, die beide ihren Sitz in Little Rock haben. Blackmon zog später nach Atlanta um, wo er als Reporter für die Atlanta Journal-Constitution arbeitete.
1995 begann er für The Wall Street Journal zu arbeiten, dessen Büro in Atlanta er seit 2012 leitet. Im Jahre 2003 beschrieb Blackmon in einem Artikel den Einsatz von schwarzen Zwangsarbeitern in den Kohleminen von U.S. Steel. Der Artikel traf auf weite Resonanz und wurde 2003 in eine Anthologie der besten Wirtschaftsartikel aufgenommen. Blackmon begann daraufhin, in größerem Umfang zu diesem Thema zu recherchieren. Ursprünglich wollte er die Lebensgeschichte von Green Cottenham erzählen, der 1908 auf Basis des vermutlich erfundenen Vorwurfs wegen Landstreicherei verhaftet und verurteilt wurde, unter dem Convict Lease-System Zwangsarbeit in einer Kohlenmine von US Steel verrichten musste und dabei ums Leben kam. Blackmon war jedoch nicht in der Lage, ausreichend Quellen zu diesem Fall zu finden. Im Rahmen seiner Recherchen fielen ihm jedoch die zahlreichen Verhaftungen und Verurteilungen von Schwarzen auf, die nahelegten, dass es zahlreiche vergleichbare Fälle wie die von Green Cottenham gab. Er verarbeitete seine Recherchen stattdessen in dem Buch Slavery by Another Name: The Re-Enslavement of Black Americans from the Civil War to World War II., für das er im darauffolgenden Jahr den Pulitzer-Preis erhielt. Das Buch ist auch Basis eines Dokumentarfilms, der 2011 für PBS gedreht wurde.

## Veröffentlichungen
- Douglas A. Blackmon: Slavery by Another Name: The re-enslavement of black americans from the civil war to World War Two, Icon Books, London 2012, ISBN 978-1-84831-413-9

## Einzelbelege
1. ↑  Blackmon: Slavery by Another Name. 2012, S. 404 und S. 405
2. ↑  Lebenslauf auf der Webseite Slavery by Another Name, aufgerufen am 28. Dezember 2013
3. ↑  PBS Einführung zur Dokumentation, die auf Blackmons Film beruht, aufgerufen am 28. Dezember 2013
4. ↑  Interview mit Blackmon in den MPRNews, aufgerufen am 28. Dezember 2013
5. ↑  Interview mit Blackmon in den MPRNews, aufgerufen am 28. Dezember 2013

| Personendaten    | Personendaten                                   |
| ---------------- | ----------------------------------------------- |
| NAME             | Blackmon, Douglas A.                            |
| KURZBESCHREIBUNG | US-amerikanischer Schriftsteller und Journalist |
| GEBURTSDATUM     | 6. September 1964                               |
| GEBURTSORT       | Stuttgart, Arkansas                             |